# Alosa cuablanca
L'alosa cuablanca (Mirafra albicauda) és una espècie d'ocell de la família dels alàudids (Alaudidae)

## Hàbitat i distribució
Es troba a sabanes humides del sud del Txad, Sudan, oest d'Etiòpia, nord-est de la República Democràtica del Congo, Uganda, Kenya i nord-est, centre i sud de Tanzània.